# Ayami Mutō
Ayami Mutō (武藤 彩未, Mutō Ayami), née le 29 avril 1996, est une chanteuse, actrice et idole japonaise, produite par l'agence de talent Amuse Inc., ex-membre des groupes féminins Karen Girl's (en), Sakura Gakuin et son sous-groupe Twinklestars. Elle est l'un des membres originaux de Sakura Gakuin dont elle est restée fidèle pendant deux ans, jusqu'à sa remise de diplôme qui s'est déroulée le 25 mars 2012 avec deux autres membres.
En 2014, elle revient sur scène pour entamer une carrière en solo, en publiant son premier album studio en avril.

## Biographie
Ayami naît à la Préfecture d'Ibaraki au Japon, mesure actuellement 1,48 m et son groupe sanguin est A. Son père, Yoshinori Mutō, est dresseur de chevaux,,. En 2008, Muto commence une carrière de chanteuse en formant le groupe d'idoles Karen Girl's (en) sous le nom d'AYAMI, avec deux autres jeunes filles, Suzuka Nakamoto et Yuika Shima dans le temps deux singles et un album jusqu'à la séparation du groupe en 2009,. Elle entame en parallèle une petite carrière d'actrice en apparaissant dans deux dramas en 2008 et 2009. Elle joint en 2010 avec son ancienne collègue de Karen Girl's, Suzuka, le nouveau groupe féminin japonais Sakura Gakuin dédié seulement aux étudiantes de l'école primaire ou secondaire. Étant le membre le plus âgé, elle est nommée meneuse du groupe et donnera bien plus tard quelques petits concerts. En parallèle, elle forme le premier sous-groupe de Sakura Gakuin, Twinklestars, dans le thème du sport, dont elle est encore une fois la leader et la plus âgée.
Début 2012, en raison du fait qu'elle soit diplômée de l'école secondaire, son départ de Sakura Gakuin est alors annoncé,. Le dernier single du groupe auquel elle participe s'intitule Tabidachi no Hi ni qui sort le 15 février 2013, elle apparaît en premier plan sur la couverture du single avec tous les membres du groupe, habillée en étudiante diplômée tout comme Ayaka et Airi. Sa graduation se déroule le 25 mars 2012, quelques jours après la sortie du deuxième album de Sakura Gakuin, en même temps que ses deux camarades du groupe Airi Matsui et Ayaka Miyoshi, au Tokyo International Forum là où est organisé en même temps un petit concert d'adieu. Sachant qu'elle fait partie de la 1re génération de Sakuin Gakuin, elle est désormais l'un des premiers membres à quitter le groupe. 
En 2013, elle annonce commencer une carrière en solo tout en restant dans la même agence (Amuse Inc.), en publiant à la même date deux mini-albums dans lesquels elle reprend des titres sortis dans les années 1980, par diverses artistes comme Seiko Matsuda, Yuki Saito ou encore Yui Asaka. En 2014, elle revient avec un premier album studio intitulé Eien to Shunkan, cette fois-ci avec des titres inédits, qu'elle sort fin avril et qui fait ses débuts en se classant 16e à l'Oricon. L'album est produit par Akimitsu Honma. Les paroles des chansons de l'album ont été écrites par des artistes comme Yoshiko Muira et Yukinojo Mori. La musique a été arrangée par Nishi-Ken. L’édition limitée inclut un DVD bonus contenant un documentaire sur Ayami et un clip de la première chanson de l'album, Sora.
De plus, le concert Muto Ayami Debut Live « Birth » aura lieu le 29 avril au Tsutaya O-East à Tokyo. L’idole célèbre également son 18e anniversaire à cette même date.
Le 16 décembre 2015, Ayami a annoncé mettre sa carrière en pause après un concert tenu le 23 décembre 2015.
Le  31 mai 2016, il est annoncé qu'Ayami fait ses études à l'étranger et son contrat dans l'agence Amuse, inc. est terminé.

## Discographie

### En solo
Albums de reprise
Album studio
Singles
1. 21 décembre 2019 : Amane (雨音?)
2. 1er janvier 2020 : Kaza-hana (風花?)
3. 14 février 2020 : Aitai ga Ienai (会いたいが言えない?)

### En groupe
Avec Karen Girl's
| Date de sortie   | Titre de l'album  | Label                | Remarques |         |         |         |         |         |
| Singles          | Singles           | Singles              | Singles   | Singles | Singles | Singles | Singles | Singles |
| ---------------- | ----------------- | -------------------- | --------- | ------- | ------- | ------- | ------- | ------- |
| 25 juin 2008     | Over The Future   | Geneon Entertainment |           |         |         |         |         |         |
| 26 novembre 2008 | MY WINGS          | Geneon Entertainment |           |         |         |         |         |         |
| Albums studio    |                   |                      |           |         |         |         |         |         |
| 25 février 2009  | Fly To The Future | Geneon Entertainment |           |         |         |         |         |         |

Avec Sakura Gakuin
| Date de sortie   | Titre de l'album                  | Label                 | Remarques |         |         |         |         |         |
| Singles          | Singles                           | Singles               | Singles   | Singles | Singles | Singles | Singles | Singles |
| ---------------- | --------------------------------- | --------------------- | --------- | ------- | ------- | ------- | ------- | ------- |
| 8 décembre 2010  | Yume ni Mukatte / Hello! IVY      | Toys Factory          |           |         |         |         |         |         |
| 21 décembre 2011 | Verishuvi                         | Universal Music Japan |           |         |         |         |         |         |
| 15 février 2012  | Tabidachi no Hi ni                | Universal Music Japan |           |         |         |         |         |         |
| Albums studio    |                                   |                       |           |         |         |         |         |         |
| 27 avril 2011    | Sakura Gakuin 2010nendo ~message~ | Toys Factory          |           |         |         |         |         |         |
| 21 mars 2012     | Sakura Gakuin 2011nendo ~FRIENDS~ | Universal Music Japan |           |         |         |         |         |         |

Avec Twinklestars
Singles
- 28 novembre 2010 - Dear Mr. Socrates (avec Twinklestars)
- 6 juillet 2011 - Please! Please! Please! (avec Twinklestars)

Autres chansons
- Rapicamu (de l'album Sakura Gakuin 2011nendo ~FRIENDS~)

## Filmographie

### Dramas
- 2008 - Watashi ga Kodomi Datta Koro
- 2009 - Ikemen Sobaya Tantei ~Iin Daze!~